# Gelbkehlhörnchen
Das Gelbkehlhörnchen (Sciurus gilvigularis) ist eine Hörnchenart aus der Gattung der Eichhörnchen (Sciurus). Es kommt in mehreren voneinander getrennten Gebieten im Norden Südamerikas vor.

## Merkmale
Das Gelbkehlhörnchen erreicht eine Kopf-Rumpf-Länge von etwa 15,5 bis 17,7 Zentimetern, hinzu kommt ein etwa 16,5 bis 17,5 Zentimeter langer Schwanz. Das Gewicht beträgt 150 bis 165 Gramm. Es hat ein sehr kurzes und dünnes Fell, die Rückenfärbung ist gräulich und schwarz und ocker-sandfarben durchsetzt. Um die Augen besitzt es einen sandbraunen Augenring, Flecken hinter den Ohren (Postaurikularflecken) fehlen. Auf der Bauchseite ist das Fell dunkel ockerfarben-orange, im Bereich der Brust und dem oberen Rumpf am dunkelsten und im hinteren Rumpfbereich und an der Kehle heller. Der Schwanz ist ebenfalls gräulich mit schwarzer und sandfarbener Einwaschung, er kann undeutlich gebändert sein.

## Verbreitung
Das Gelbkehlhörnchen kommt in mehreren – wahrscheinlich voneinander getrennten – Gebieten im Norden Südamerikas vor. Dabei handelt es sich um eine Region im Süden von Venezuela, ein Gebiet im Norden von Guyana und ein größeres Gebiet im Norden von Brasilien.

## Lebensweise

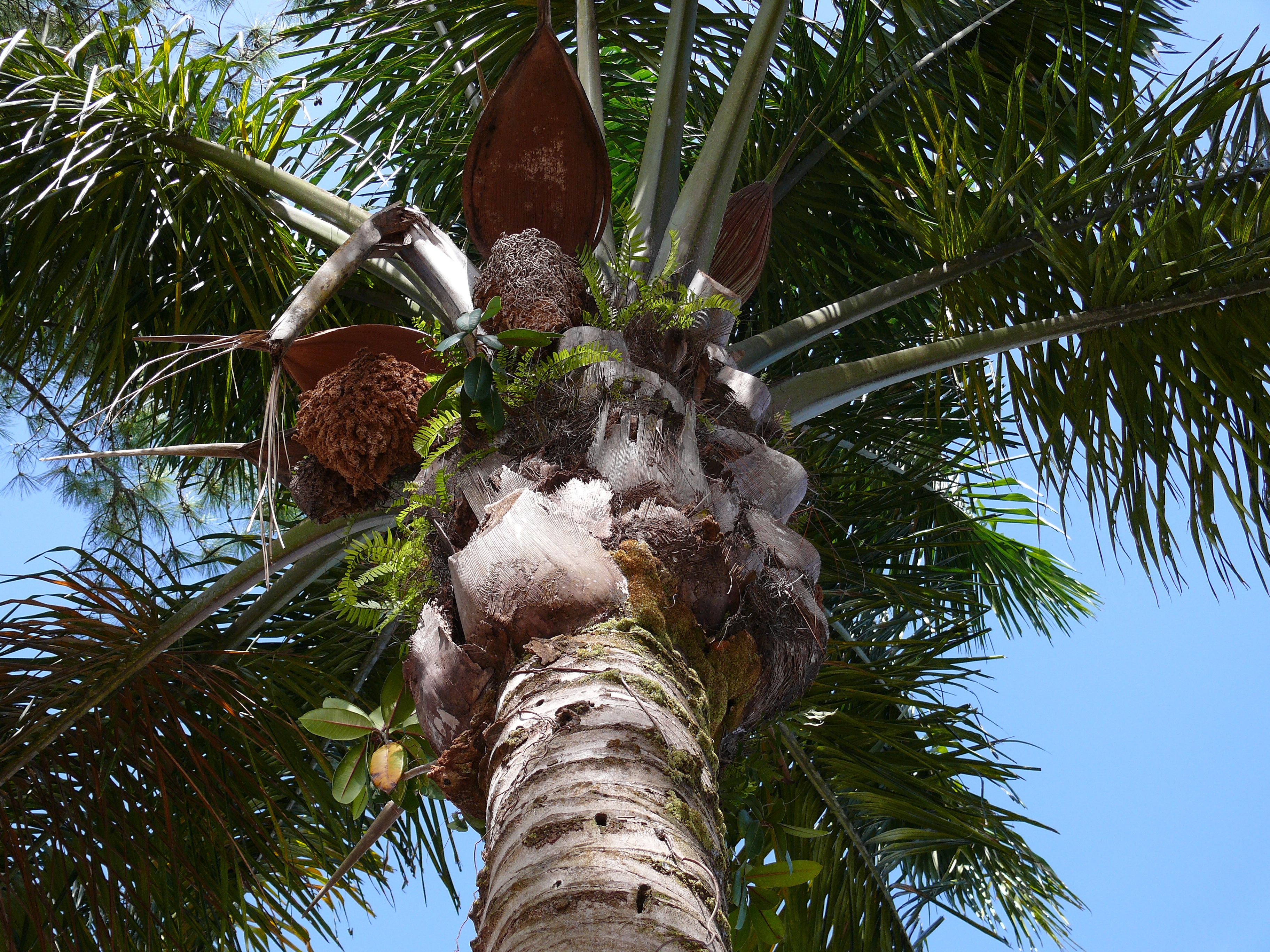
Fruchtstände von Attalea maripa. Die Früchte der auch als Amerikanische Ölpalme bekannten Palme stellen die dominierende Nahrungsquelle des Gelbkehlhörnchens dar.

Das Gelbkehlhörnchen lebt in ungestörten Küstenwäldern und immergrünen Regenwaldbereichen, die vor allem von Palmen, Lianen und Rattanpalmen geprägt sind. Es fehlt in Sekundärwaldgebieten und in Holzeinschlagbereichen. In Venezuela sind die Tiere sehr selten und leben nur in sehr feuchten Wäldern. Sie sind tagaktiv und ernähren sich vor allem von den Samen und Früchten der Palmen, wobei die Früchte von Attalea maripa in der Nahrungszusammensetzung dominieren. Sie fressen, indem sie die Früchte mit auf einen Ast oder eine Rattanpalme nehmen, und können anhand der Fressgeräusche entdeckt werden.

## Systematik
Das Gelbkehlhörnchen wird als eigenständige Art innerhalb der Gattung der Eichhörnchen (Sciurus) eingeordnet, die aus fast 30 Arten besteht. Die wissenschaftliche Erstbeschreibung stammt von Johann Andreas Wagner aus dem Jahr 1842, der die Art anhand von Individuen aus Borba am Rio Madeira in Brasilien beschrieb.
Innerhalb der Art werden mit der Nominatform zwei Unterarten unterschieden:
- Sciurus gilvigularis gilvigularis: Nominatform; im nördlichen Bereich der Verbreitungsgebiete. Der Schwanz besitzt eine rötliche Einfärbung.
- Sciurus gilvigularis paraensis: im südlichen Teil des brasilianischen Verbreitungsgebietes. Der Schwanz besitzt weiße Einwaschungen.

## Status, Bedrohung und Schutz
Das Gelbkehlhörnchen wird von der International Union for Conservation of Nature and Natural Resources (IUCN) aufgrund unzureichender Daten zu den Beständen, der Taxonomie und zu den ökologischen Bedürfnissen nicht in eine Gefährdungskategorie eingeordnet, sondern als „data deficient“ gelistet.

## Belege
1. 1 2 3 4 5 6  Richard W. Thorington Jr., John L. Koprowski, Michael A. Steele: Squirrels of the World. Johns Hopkins University Press, Baltimore MD 2012, ISBN 978-1-4214-0469-1, S. 51–52.
2. 1 2  Sciurus gilvigularis in der Roten Liste gefährdeter Arten der IUCN 2015.3. Eingestellt von: G. Amori, J. Koprowski, L. Roth, 2008. Abgerufen am 29. Oktober 2015.
3. 1 2  Sciurus gilvigularis In: Don E. Wilson, DeeAnn M. Reeder (Hrsg.): Mammal Species of the World. A taxonomic and geographic Reference. 2 Bände. 3. Auflage. Johns Hopkins University Press, Baltimore MD 2005, ISBN 0-8018-8221-4.